# Myopsocus minutus
Myopsocus minutus är en insektsart som först beskrevs av Edward L. Mockford 1974.  Myopsocus minutus ingår i släktet Myopsocus och familjen Myopsocidae. Inga underarter finns listade i Catalogue of Life.